# Apocopis burmanicus
Apocopis burmanicus là một loài thực vật có hoa trong họ Hòa thảo. Loài này được V.Naray. ex Bor mô tả khoa học đầu tiên năm 1951.